# 타치바나 히카리
타치바나 히카리(橘 ひかり, 9월 18일 ~ )는 일본의 여자 성우이다. 아트비전 소속.
오사카부 출신.